# 주빈
주빈(2009년 1월 16일 ~ )은 대한민국의 가수로 걸 그룹 tripleS의 멤버이다.